# Top Shop
Top Shop – pasmo telezakupowe, traktowane także jako kanał telewizyjny, który pojawił się na antenie w 1996 roku. Dzieliło częstotliwość z kanałem Polonia 1. Prezentuje zasady działania i możliwości zastosowań najnowszych osiągnięć z zakresu fitness, zdrowia, kosmetyki czy urządzeń gospodarstwa domowego, oferując jednocześnie promocyjne ceny.

## Historia
Pasma telezakupowe zadebiutowały na antenie Polonii 1 już w 1996 roku. Były to wypełniacze pomiędzy serialami, nadawane kilka razy w ciągu dnia - czasami również podczas bloków reklamowych. Z powodu ograniczonego zasięgu oraz niskich dochodów z reklam, brakowało pieniędzy na inwestycje programowe - coraz większą część ramówki wypełniały bloki nazywane początkowo Tele Shop, a następnie Top Shop. W kolejnych latach pasmo zajmowało godziny poranne oraz częściowo popołudniowe oraz nocne, aktualnie Top Shop nadawany jest przez większość dnia, choć z czasem zajmuje mniejszą część czasu antenowego.
W tym paśmie telezakupowym pojawiły się oferty firm: TV Shop (1996-2000), Telezakupy Mango (1996-2000, 2017-2018), Promovision (1996-2005), Telesklep Moderna (1998-2004), TV Market (później Top Shop) (1996-2017), Vita Shop (2003-2014), Militaria.pl (2003-2014), BCTV (2013), JML (2014), Media Shop (2009-2018), Gigashop (2014-2018), TV Okazje (2014-2018). Sprzedażą czasu antenowego pasma zajmowała się Media 5. Pod koniec 2018 roku zniknęło logo Top Shop, przez co oznaczało to definitywny koniec tego pasma. Jednakże telesprzedaż nadal jest emitowana na Polonii 1, z tym że od marca 2020 roku zrezygnowano z emisji zwykłych telezakupów na rzecz emitowanego na żywo telezakupów z biżuteriami: Gemporia (2020-2021) oraz Klejnot TV (od 2016).